# Roberto Parodi
Roberto Parodi (Alessandria, 5 luglio 1963) è uno scrittore, giornalista e conduttore televisivo italiano.

## Biografia
I suoi genitori, Pietro Parodi e Laura Casabassa, sono un ingegnere ed una insegnante di lettere.
Laureato nel 1987 in ingegneria meccanica al Politecnico di Torino ed ex dirigente di banche estere, è un giornalista e scrittore specializzato in libri di viaggio (saggi e romanzi).
Da un punto di vista professionale, gran parte della sua carriera si è svolta come dirigente di banche estere, tra cui Chemical Bank, Chase Manhattan Bank, JP Morgan e Société Générale.
Nel 2012 decide di dedicarsi completamente alla scrittura e al giornalismo e fino al 2019 conduce sei stagioni di Born To Ride sulle reti Mediaset e Diario Della Motocicletta su Rai 2.
Per tre anni è stato direttore responsabile della rivista Riders, attualmente collabora con le riviste Quattroruote e Ruote Classiche.

## Viaggi overland
Nella sua carriera di motociclista "overland" ha compiuto molti viaggi e raid tipicamente con vecchie motociclette BMW d'epoca o con una vecchia Harley-Davidson Road King 1340cc. Nel 2005 ha attraversato Albania e Bosnia raggiungendo l'enclave musulmana di Srebrenica 10 anni dopo il massacro operato dai Serbo-Bosniaci di Mladić e Karadžić. Dall'intervista effettuata ai sopravvissuti è stato tratto un documento premiato dal Consiglio Regionale del Piemonte. Nello stesso anno, raggiunge l'oasi di Ksar-Ghilane nel Sahara tunisino seguendo la vecchia pista della pipeline, sulla sua Harley da strada.
Nel 2007 raggiunge per la prima volta Dakar da Milano, attraversando Marocco, Sahara Occidentale, Mauritania e Senegal. Ripeterà questo viaggio diverse altre volte, su diverse tratte, molte delle quali utilizzate nelle passate edizioni del Rally Parigi Dakar. Nel 2009 ha effettuato un raid da Milano a Nuova Delhi in India percorrendo 7 853 km e attraversando le zone tribali del Pakistan (Waziristan), in 14 giorni, sulla sua Harley-Davidson FLHR 1340cc. Nello stesso anno ha raggiunto Tamanrasset (Algeria) attraversando il deserto del Sahara e salendo sul monte Assekrem (2 728 metri, sul massiccio dell'Hoggar), percorrendo 5 000 km sulla transahariana con una Harley-Davidson FLHR di serie. Al tempo nessuna Harley aveva mai effettuato tale viaggio.
Nel 2012, sempre a bordo della sua Harley-Davidson Road King, ha completato la Transafrica, partendo da Milano e giungendo a Città del Capo (Sudafrica) 36 giorni dopo. Nel corso della traversata del continente, ha attraversato la Libia, prima motocicletta straniera ad effettuare questo viaggio dopo la caduta del regime di Gheddafi. La struttura del viaggio (14 770 km) è stata: Tunisia, Libia, Egitto, Sudan, Etiopia, Kenya, Tanzania, Zambia, Botswana, Namibia, Sud Africa. Il viaggio è stato documentato nella prima serie di Born To Ride, sulle reti Mediaset. Dal 2012 conduce programmi di viaggio e adventure motorcycling sulle reti Mediaset e successivamente su Rai 2.
Nel 2013 ha percorso la strada Manali - Leh, in Ladakh (India - Himalaya), raggiungendo il passo percorribile in moto più alto del mondo (Khardung La, 5 600 m) con tre motociclette Royal Enfield. Il viaggio è documentato nella terza serie di Born To Ride, su Italia 2. Nel 2014 ha percorso la ruta Panamericana in Cile e Argentina, attraversando in moto il Deserto di Atacama e valicando la Cordigliera delle Ande a 4 600 metri di altitudine sul Passo di Jama.
Negli anni successivi ha continuato a viaggiare anche per la trasmissione televisiva Born To Ride, e successivamente Diario della Motocicletta raggiungendo mete impegnative: Capo Nord nel 2015, il Burkina Faso (2016), Milano-San Pietroburgo-Mosca-Milano (2016), giro del mediterraneo dalla Giordania alla Spagna nel 2017. È stato ospite di trasmissioni televisive e radiofoniche (Le invasioni barbariche, TG5, Deejay chiama Italia, Pomeriggio sul 2 e su diversi canali SKY).
Da marzo 2018 a giugno 2020 è stato Direttore responsabile del mensile Riders Magazine.
Le recensioni dei libri di Roberto Parodi e i report dei suoi viaggi, compaiono sui principali periodici del settore tra cui: Motociclismo, Corriere Motori, Mototurismo, GQ, Il Giornale, Low Ride Magazine, Motociclismo d'Epoca e Vanity Fair. Ha collaborato con: Motociclismo, Riders, Giudizio Universale, Freeway Magazine, Low Ride Magazine e Donna Moderna, su cui ha tenuto e tiene rubriche e scrive report di viaggi.
All'inizio degli anni 2000, ha collaborato con Beppe Severgnini, pubblicando sul sito del Corriere della Sera profili ironici di personaggi milanesi, con lo pseudonimo di "Cattivo Tobia".

## Vita privata
Ha tre figli: Pietro, Vittorio e Fiammetta. È il fratello maggiore delle giornaliste e conduttrici televisive Cristina Parodi e Benedetta Parodi, e quindi cognato del politico ed editore televisivo Giorgio Gori, il marito di Cristina, e del telecronista sportivo di Sky Fabio Caressa, il marito di Benedetta.

## Televisione
Da dicembre 2012 al 2017, conduce Born To Ride su Italia 2 e Mediaset, un programma di viaggi e passione motociclistica (la prima edizione, nel 2012, era chiamata "Riders Cafè").
Nel 2019 ha condotto Diario della Motocicletta, su Rai 2, un programma di viaggi in moto in otto puntate di 40 minuti l'una. Tre motociclisti (Francesco Veneziani, Andrea Livio e Roberto Parodi) compiono il giro del Mediterraneo da est a ovest partendo dal Medio Oriente, arrivando all'estremo sud della Spagna, fino al deserto di Tabernas.

## Libri
- Nel 2008 ha pubblicato Il cuore a due cilindri, saggio sul mondo Harley-Davidson in Italia. I temi trattati sono le origini dell'Harley-Davidson, la storia dei modelli principali, gli Hells Angels e i maggiori gruppi MC, visti attraverso il filo conduttore della passione verso l'idea di motocicletta e i viaggi dell'autore in Africa e in Asia.
- Nel 2010 ha pubblicato il romanzo Scheggia, romanzo on-the-road che parla di tre amici quarantenni che si rincontrano a Milano e si rendono conto di quanto sono cambiati. Decideranno di partire attraversando il Sahara con tre Harley-Davidson per rendere un estremo tributo ad un compagno di viaggi scomparso misteriosamente in Africa, ma in realtà per affrontare la propria anima e guardarsi dentro.
- Nel 2011 ha pubblicato il romanzo Controsole, libro di viaggio che narra di un padre motociclista estroverso e originale, che deve riconquistare la fiducia di suo figlio adolescente invischiato in una rete di trafficanti di esseri umani attiva on-line. Affronteranno insieme un viaggio in Harley da Milano al Pakistan, per risolvere questo problema.
- Nel 2012 ha pubblicato Un giro lungo una vita. Le trenta moto che hanno segnato la loro epoca dal dopoguerra ad oggi. Dalle lambrette fino ai maxi scooter, tutto ciò che, su due ruote, ha avuto un ruolo nella nostra società.
- Nel 2013 ha pubblicato il romanzo Chiedi alla strada che conclude la trilogia di Scheggia che questa volta affronta un ultimo grande viaggio, portando dentro di sé i problemi che non ha ancora risolto.
- Nel 2013 cura i testi con Giuseppe Roncen e Vito Schembari di 110 anni di mito Harley-Davidson Motorcycles. L'opera pubblicata in cinque volumi allegati a La Gazzetta dello Sport nei mesi di giugno e luglio 2013, descrive la storia del marchio raccontata attraverso le cinque grandi famiglie di modelli: Sportster, Dyna, Softail, Touring e V-Rod.
- Nel 2014 ha pubblicato Manuale di viaggio per motociclisti overland. La prima parte è un manuale su come prepararsi per affrontare un viaggio intercontinentale in moto; la seconda parte analizza diversi viaggi overland fatti dall'autore.
- Nel 2015 ha pubblicato La moto spiegata a mio figlio (con i commenti di Pietro e Vittorio Parodi). È un libro che parla della moto e delle esperienze ad essa connesse, viste come campo comune tra padre e figlio e come spunto per insegnamenti e esperienze per crescere. Il libro è scritto con i figli Pietro e Vittorio Parodi, i cui commenti (inseriti come fumetti) sono presenti in ogni capitolo.
- Nel 2018 ha pubblicato Tropico dei perdenti, continuazione di Chiedi alla Strada (terzo romanzo di Scheggia). La storia vede il protagonista insieme a una ragazza africana, soli nel deserto del Sahara con una vecchia moto, e costretti ad affrontare le piste che i migranti percorrono per arrivare in Europa. Un romanzo che approfondisce questo tema attraverso gli occhi ironici e disillusi di Scheggia.

## Opere
- Il cuore a due cilindri. Viaggi e riflessioni di un motociclista innamorato della sua Harley-Davidson, Trezzano sul Naviglio, Fbe, 2008. ISBN 978-88-89160-99-2.
- Scheggia. Una storia di moto e amicizia, Milano, TEA, 2010. ISBN 978-88-502-2310-7. [romanzo]
- Controsole. Un uomo, un ragazzo e una moto diecimila chilometri verso Est, Milano, TEA, 2011. ISBN 978-88-502-2313-8. [romanzo]
- Chiedi alla strada, Milano, TEA, 2013. ISBN 978-88-502-2692-4. [romanzo]
- testi in 110 anni di mito Harley-Davidson Motorcycles, con Giuseppe Roncen e Vito Schembari, Milano, RCS MediaGroup-Divisione Quotidiani, 2013.
- Manuale di viaggio per motociclisti overland, Milano, Mondadori, 2014. ISBN 978-88-918-0039-8; Milano, Mondadori Electa, 2017. ISBN 978-88-918-1261-2.
- La moto spiegata a mio figlio, con i commenti di Pietro e Vittorio Parodi, Milano, TEA, 2015. ISBN 978-88-502-3188-1.
- Tropico dei perdenti, Milano, TEA, 2018. ISBN 978-88-502-4330-3. [romanzo]
- Introduzione a Daniele Donin, Il respiro della strada. La mia America, Argelato, Minerva, 2021. ISBN 978-88-332-4357-3.

## Onorificenze
È decorato con l'Ordine dei Santi Maurizio e Lazzaro, ordine dinastico di Casa Savoia, con il grado di Cavaliere (numero 1139 dell'elenco dei Cavalieri).